# 第1回国民体育大会
| 夏季大会               | 夏季大会                                  |
| ---------------------- | ----------------------------------------- |
| 参加人数               | 1,189人                                   |
| 競技数                 | 1競技                                     |
| 開会式                 | 8月9日                                    |
| 閉会式                 | 8月11日                                   |
| 主競技場               | 宝塚プール                                |
| 秋季大会               |                                           |
| 参加人数               | 5,622人                                   |
| 競技数                 | 23競技                                    |
| 開会式                 | 11月1日                                   |
| 閉会式                 | 11月3日                                   |
| 選手宣誓               | （京都会場）陸上代表 （西宮会場）排球代表 |
| 主競技場               | 西京極運動公園                            |
| 冬季大会スケート競技会 |                                           |
| 参加人数               | 413人                                     |
| 競技数                 | 1競技                                     |
| 開会式                 | 1月25日                                   |
| 閉会式                 | 1月26日                                   |
| 主競技場               | 八戸市長尾スケートリンク                  |

第1回国民体育大会（だい1かいこくみんたいいくたいかい）は1946年（昭和21年）から翌年にかけて、夏季大会が兵庫県宝塚市、秋季大会が近畿2府3県、冬季大会が青森県八戸市で開催された。
戦後の混乱から日本のスポーツ振興を役目を立てようと国民体育大会が初めて開催された。沖縄を除く46都道府県5,377人が全員、食糧を持参した。ちなみに第1回国体の開幕日は8月9日で、長崎市への原爆投下からちょうど1年後のことである。
この第1回国体は戦前期に行われた明治神宮競技大会（明治神宮国民体育大会、明治神宮国民練成大会）からの名残りで、会計年度制（4月基点）で夏季・秋季・冬季スケート競技会に引き続けて、1947年2月10日～11日に全体の大会の締めくくりを兼ねた冬季大会スキー競技会を北海道および長野県で開催する予定であったが、選手団輸送の問題で取りやめとなった。
なお第2回の石川国体からは会計年度制ではなく暦年制（1月基点）となったことから冬季大会は実施されなかった。

## 夏季大会

### 実施競技・会場一覧
- 水泳（詳細）: 兵庫県 宝塚プール

## 秋季大会

### 実施競技・会場一覧
- 漕艇: 滋賀県 瀬田川
- ヨット: 滋賀県 琵琶湖
- 陸上（日本陸上競技選手権大会を兼ねて開催[1]）: 京都府 西京極競技場
- サッカー: 兵庫県 西宮球技場
- テニス（庭球）: 大阪府 中百舌鳥庭球場
- ホッケー: 兵庫県 西宮球技場
- ボクシング: 兵庫県 西宮野球場
- バレーボール: 兵庫県 西宮排球場
- 体操: 大阪府 YMCA体育館
- バスケットボール: 兵庫県 西宮内外体育館 他
- レスリング: 兵庫県 西宮体育館
- ウエイトリフティング: 京都府 円山公園音楽堂
- ハンドボール: 兵庫県 西宮競技場
- 自転車: 奈良県 橿原競技場
- ソフトテニス（軟式庭球）: 京都府 西京極競技場
- 卓球: 兵庫県 宝塚公会堂
- 軟式野球: 京都府 西京極競技場 他
- 相撲: 奈良県 橿原道場
- 馬術: 京都府 長岡競馬場
- ラグビーフットボール: 兵庫県 西宮球技場
- 高校野球: 大阪府 藤井寺球場
- 実業団野球: 兵庫県 西宮野球場
- 大阪府女子中等ソフトボール: 大阪府 藤井寺野球場
- アメリカンフットボール: 兵庫県 西宮球技場
- 登山写真展: 大阪府 朝日会館

## 冬季大会

### スケート競技会
第1回国民体育大会冬季大会スケート競技兼第15回全日本選手権大会は、1947年1月25日から1月26日を会期として青森県八戸市で開催された。

#### 実施競技・会場一覧
- スピード、ホッケー、フィギュア: 八戸市長根スケートリンク

### スキー競技会
（中止）